# Guy Haimov
Guy Haimov (hebreo: גיא חיימוב, Jolón, Israel, 9 de marzo de 1986) es un exfutbolista israelí que jugaba como guardameta.

## Selección nacional
Fue internacional con la selección de fútbol de Israel tres veces, en 2011, cuando debutó en un partido de clasificación para la Eurocopa 2012 contra Croacia; donde entró por el lesionado Dudu Aouate.

## Clubes
| Club                                     | País   | Año       |
| ---------------------------------------- | ------ | --------- |
| Maccabi Tel Aviv                         | Israel | 2003-2013 |
| Hapoel Kfar Saba (cedido)                | Israel | 2006-2008 |
| Hakoah Maccabi Amidar Ramat Gan (cedido) | Israel | 2009-2010 |
| Hapoel Ironi Kiryat Shmona (cedido)      | Israel | 2010-2011 |
| AEK Larnaca (cedido)                     | Chipre | 2012-2013 |
| Hapoel Ironi Kiryat Shmona               | Israel | 2013-2016 |
| Hapoel Be'er Sheva                       | Israel | 2016-2018 |
| Maccabi Haifa                            | Israel | 2018-2020 |

## Palmarés

### Campeonatos nacionales
| Título                 | Club                       | País   | Año     |
| ---------------------- | -------------------------- | ------ | ------- |
| Copa Toto              | Hapoel Ironi Kiryat Shmona | Israel | 2010-11 |
| Copa de Israel         | Hapoel Ironi Kiryat Shmona | Israel | 2013-14 |
| Supercopa de Israel    | Hapoel Ironi Kiryat Shmona | Israel | 2015    |
| Supercopa de Israel    | Hapoel Be'er Sheva         | Israel | 2016    |
| Copa Toto              | Hapoel Be'er Sheva         | Israel | 2016-17 |
| Liga Premier de Israel | Hapoel Be'er Sheva         | Israel | 2016-17 |
| Supercopa de Israel    | Hapoel Be'er Sheva         | Israel | 2017    |
| Liga Premier de Israel | Hapoel Be'er Sheva         | Israel | 2017-18 |